# Juan Guillermo Baena
Juan Guillermo Baena (Medellín, Antioquia, Colombia; 7 de noviembre de 1983) es un exfutbolista colombiano. Jugaba como mediocampista y se retiró en el Xelajú de Guatemala.

## Clubes
| Club                   | País      | Año         |
| ---------------------- | --------- | ----------- |
| Deportivo Pereira      | Colombia  | 2007 - 2008 |
| La Equidad             | Colombia  | 2009        |
| Envigado F. C.         | Colombia  | 2009        |
| Once Caldas            | Colombia  | 2010        |
| Independiente Medellín | Colombia  | 2011        |
| Cortuluá               | Colombia  | 2011        |
| Atlético Bucaramanga   | Colombia  | 2012        |
| Fortaleza              | Colombia  | 2012 - 2013 |
| Atlético Bucaramanga   | Colombia  | 2013        |
| Deportivo Guastatoya   | Guatemala | 2014 - 2015 |
| Suchitepéquez          | Guatemala | 2015        |
| Xelajú                 | Guatemala | 2016        |

## Palmarés

### Campeonatos nacionales
| Título              | Club        | País     | Año  |
| ------------------- | ----------- | -------- | ---- |
| Torneo Finalización | Once Caldas | Colombia | 2010 |